# Claudia Castrosín Verdú
Claudia Roxana Castrosín Verdú, ou Claudia Castro, est une militante argentine LGBT. Elle préside La Fulana, un organisme qui soutient les femmes lesbiennes et bisexuelles, et est également vice-présidente de la Fédération Argentine de Lesbiennes, Gays, Bisexuelles et Trans (es) (FALGBT), dans laquelle elle contribue aux lois entérinant le mariage de même sexe, la loi sur l'identité de genre et la Ley de Reproducción Médicamente Asistida. En 2007, elle présente, en collaboration avec María Rachid, sa partenaire à l'époque, la première protection judiciaire déclarant l'inconstitutionnalité de deux articles du code civil qui empêchent le mariage entre personnes de même sexe. Après l'adoption de la loi sur l'égalité dans le mariage en 2010,  elle épouse Flavia Massenzio et adopte une fille, Estefanía.
Castrosín utilise le nom de Claudia Castro durant douze ans, afin de protéger ses parents, jusqu'à ce qu'en 2010, elle décide de présenter avec ses deux noms de famille. En 2012, la ville de Buenos Aires la nomme « Personnalité Remarquable dans le domaine des droits humains », à la suite d'un projet de Rachid.

## Activisme
Après son arrivée à Buenos Aires, Castrosín Verdú rejoint La Fulana, une association pour les femmes lesbiennes et bisexuelles. Là elle rencontre María Rachid, avec laquelle elle commence à parler aux médias et avec laquelle elle contracte également une union civile le 21 août 2003. Elles deviennent les premières femmes en Amérique Latine à la faire. Une année plus tard, elles fondent le journal LGBT Queer, qui est relancé en 2009 en tant que newsletter de la fédération LGBT. En 2007, elle démarre une campagne en faveur d'une loi autorisant le mariage pour tous et toutes. En février, Rachid et Castro se rendent au registre d'état civil pour se mettre sur la liste des personnes souhaitant se marier, accompagnées de María José Lubertino (es) (alors présidente de l'Institut national contre la discrimination, la xénophobie et le racisme (Argentine) (es)), plusieurs députés, juristes et un clerc. Quand leur demande est rejetée, elles déposent la première protection judiciaire en Argentine pour décréter l'inconstitutionnalité de deux articles du code civil empêchant le mariage entre personnes du même sexe. Le dossier atteint la Cour suprême d'Argentine, et est présenté à la Cour inter-américaine des droits humains. En ce qui concerne l'égalité dans le mariage, l'activiste explique : « Le mariage ne rendra pas notre amour plus fort, pas plus qu'il ne le fera exister ou disparaître. Ce que le mariage fera, c'est de reconnaître des droits » et cela pour elle impliquait la dignité. En 2010, elle participe aux débuts des débats sur la loi de l'égalité dans le mariage au Sénat argentin et dit « Nous sommes comme vous, mais nous n'avons pas les mêmes droits. [...] Nous sommes là et nous existons; nous sommes fatiguées de rester à la gauche du zéro »,.
Elle est actuellement présidente de La Fulana, vice-présidente de la FALGBT, et membre du Conseil National des Femmes et du Bureau National pour l'Égalité qui unit le Front National pour l'Égalité avec le Mouvement Evita. Elle collabore à l'évolution  de la législation sur la Loi sur l'identité de genre (Argentine) et la Loi sur la procréation médicalement assistée (es), l'introduction de jours de visibilité lesbienne et les droits des personnes trans, ainsi que la création d'un Parlement des Femmes,,. En 2012, elle participe à la première marche des fiertés des Lesbiennes, des Gays, des personnes Bisexuelles, Trans et à la Semaine de la Fierté de la Province de Misiones, et dit, « je voudrais marcher à travers ma vie sans porter toujours le drapeau lesbien ». En ce qui concerne la loi sur l’identité de genre, elle dit, « c'est la meilleure loi dans le monde entier, la plus révolutionnaire des 200 dernières années »,. Sur le sujet de la procréation médicalement assistée, elle participe à des débats de la commission et indique « Pour nous, l'accès aux techniques de procréation assistée constitue un aspect du contenu du droit humain à la santé ».
En 2012, pour un projet avec María Rachid, elle est nommée « Personnalité remarquable dans le domaine des droits humains » par la Legislature de la ville de Buenos Aires (en). Esteban Paulón (es), président de FALGBT, la cite comme « une référence indiscutable dans ce qui rend la lutte des lesbiennes et femmes bisexuelles et contre la violence visible »[citation nécessaire].

## Vie privée
Élevée à La Plata, Claudia Castrosín Verdú s'implique dans le travail social alors qu'elle est encore jeune. Alors que fiancée à un petit ami, elle rencontre une femme ouvertement lesbienne dont elle devient l'amie. Elle réalise à ce moment-là qu'une personne pouvait être lesbienne et que les hommes la dégouttaient. Elle tombe amoureuse de son amie et reste en couple avec elle pendant deux ans. Sa sexualité n'est pas acceptée par sa famille et elle se présente en tant que "Claudia Castro" pour ne pas gêner et protéger ses parents. À 23 ans, elle déménage à Buenos Aires pour vivre sa sexualité librement dans ce qu'elle a appelé un « exil lesbien »[citation nécessaire].
Après sa relation avec María Rachid et à la suite de l'adoption de la Loi sur l'égalité dans le mariage, elle épouse Flavia Massenzio, également une militante lesbienne, avec qui elle a une fille nommée Estefanía. Le couple suit un traitement pour la reproduction assistée.